# Лок сабха
Лок сабха или Дом народа је доњи дом дводомног Парламента Индије. Горњи дом се зове Раџја сабха. Чланове Лок сабхе на општим изборима бирају пунолетни грађани Индије. Чланови Лок сабхе представљају своје изборне јединице и мандат им траје пет година или док председник не распусти парламент на предлог Савета министара. Лок сабха се састаје у згради Парламента Индије (Сансад бхаван) у Њу Делхију.
Највећи број чланова Лок сабхе који прописује Устав Индије износи 552 члана. Тренутно, број чланова износи 545, од чега је њих 543 изабрано на изборима а максималних 2 је номиновано од стране англо-индијске заједнице а постављено од стране Председника Индије. Укупно 131 место (24,03%) је резервисано за представнике неповлашћених касти (84) и неповлашћених племена (47) (Уставом препознате историјски неповлашћене групе у Индији). Кворум Дома је 10% укупног броја чланова. Мандат траје пет година од првог заседања осим уколико парламент не буде распуштен пре тог рока. Међутим, у случају ванредног стања, мандат може бити продужен одлуком парламента.
Сваке деценије се састаје комисија која на основу резултата пописа прилагођава границе изборних јединица. Последње такво прилагођавање је спроведено 2011. Овај поступак је раније укључивао и прерасподелу броја мандата између држава на основу демографских промена, али је та одредба укинута 1976, након уставног амандмана донетог како би се појачао програм планирања породице који је био спровођен. Најскорији, 17. сазив Лок сабхе је изабран у мају 2019.